# Asesinato de Yanqui Kothan
El asesinato de Yanqui Kothan Gómez Peralta ocurrió el 7 de marzo de 2024 en las inmediaciones de la Escuela Normal Rural "Raúl Isidro Burgos" de Ayotzinapa, Guerrero, México, de donde la víctima era estudiante. Fue resultado de los disparos hechos en el Libramiento Tixtla-Chilpancingo por policías del Grupo de Reacción Inmediata Centauro de la Policía Estatal del Estado de Guerrero.

## Contexto
La muerte de Yanqui Kothan Gómez Peralta ocurrió en el contexto de protestas de la desaparición forzada de estudiantes normalistas en 2014, mismas que se incrementaron a inicios de marzo de 2024 en intensidad tanto en Chilpancingo como en la Ciudad de México por padres y madres de los 43 y compañeros de los mismos de la Escuela Normal Rural de Ayotzinapa. El punto máximo de las protestas se alcanzó el 6 de marzo cuando un grupo de normalistas derribó con una camioneta de la Comisión Federal de Electricidad una puerta del Palacio Nacional mientras el presidente Andrés Manuel López Obrador ofrecía una conferencia de prensa. En ellas participó Yanqui Kothan junto a otros compañeros. El presidente en reacción afirmó que las protestas habrían sido «un vulgar acto provocación» y sugirió que en el escalamiento hubo apoyos externos a las víctimas del caso Ayotzinapa y recomendó a los padres de los 43 no dejarse manipular.
No es la primera vez que elementos de la Policía Estatal de Guerrero disparan sus armas contra normalistas de Ayotzinapa en carreteras guerrerenses. Además de los asesinatos y desapariciones forzadas la noche del 26 y 27 de septiembre de 2014, el 12 de diciembre de 2011 en Chilpancingo ocurrieron los hechos violentos durante el desalojo de la Autopista del Sol de 2011, en donde policías asesinaron a los estudiantes Jorge Alexis Herrera Pino y Gabriel Echeverría de Jesús.

## Hechos
Yanqui Kothan Gómez Peralta (c. 2001-2024) fue un estudiante de la licenciatura en educación primaria de la Escuela Normal Rural "Raúl Isidro Burgos", en donde al momento de su muerte cursaba el cuarto semestre. Fue originario de la ciudad de Tixtla. El 7 de marzo Gómez se dirigía con otros dos compañeros, «Arenita» y Osiel Faustino Jimón Dircio en una camioneta tipo pick up hacia su escuela en donde se celebraba un baile por el aniversario número 98 de la institución. Cerca de las 19:50 (-06:00 GMT) en el Libramiento Tixtla-Chilpancingo fueron interceptados por dos motocicletas con tres elementos del Grupo de Reacción Inmediata Centauro de la Policía Estatal del Estado de Guerrero, entre ellos Sigifredo "N" y Francisco "N". Yanqui Kothan iba como conductor de la camioneta, Osiel como copiloto y «Arenita» en la parte trasera cuando se detuvieron en una tienda a comprar cigarros. «Arenita» bajó del vehículo a comprarlo cuando los policías los rodearon apuntándoles con sus armas. Al percibir la presencia policiaca se habrían asustado y Yanqui Kothan habría intentado dar vuelta hacia Tixtla. «Arenita» intentaba subirse a la camioneta ya en marcha a lo que la policía respondió con disparos, de los cuales uno hirió gravemente a Yanqui Kothan.

## Reacciones
Tras los hechos Yanqui Kothan Gómez Peralta fue trasladado de urgencia aún con vida al Hospital General Raymundo Abarca Alarcón, en donde falleció por traumatismo craneoencefálico por disparo de arma de fuego. Osiel permaneció en el asiento del copiloto donde fue detenido por los mismos elementos policiacos y fue torturado para buscar que se autoinculpara. «Arenita» habría escapado de la escena, corriendo por una calle mientras la policía le exigía detenerse, al negarse le habrían disparado sin acertar. Se escondió en un barranco en donde llamó a un compañero que se encontraba en la Escuela Normal Rural "Raúl Isidro Burgos" y le pidió que acudieran a su ubicación porque había pasado algo grave. Fue detenido por elementos de la Policía Estatal y el Ejército Mexicano, subiéndolo a una camioneta donde fue esposado y le fue colocada una capucha al igual que a Osiel. Lo retuvieron por una hora más, preguntándole por donde «se encontraban las armas», liberándolo más tarde porque según los policías no tenían pruebas para inculparlo liberándolo mientras grababan la escena.

Empezaron a grabar para que vean que los estamos dejando en libertad y que no están golpeados. Después de la grabación les preguntaron ¿los golpeó alguno de nuestros compañeros? Arenita y su compañero contestaron que no. Les regresan sus pertenencias y les ordenaron “avancen, se van derecho”. Después la patrulla arrancó y se fue.
Tlachinollan Centro de Derechos Humanos de La Montaña

«Arenita» fue llevado a la Normal Rural "Raúl Isidro Burgos" por un conductor que lo auxilió. Desde ahí sus compañeros se movilizaron hacia el lugar de los hechos en el Libramiento Tixtla-Chilpancingo al enterarse del ataque a sus compañeros, pero no encontraron a nadie en el sitio por lo que se movilizaron a Chilpancingo. Ahí iniciaron una protesta y le prendieron fuego a una camioneta de la policía estatal en la zona conocida como Las Parotas. En tanto Osiel Jimón permaneció detenido e incomunicado cerca de 11 horas siendo trasladado por una patrulla en sitios desconocidos de Chilpancingo, para ser trasladado finalmente a una oficina del Ministerio Público especializado en menudeo cerca de las 07:00 horas del siguiente día. Durante ese periodo, Osiel fue amenazado y torturado con el fin de que aceptara la portación y accionamiento de un arma corta calibre .22
Al siguiente día por la madrugada, 8 de marzo, autoridades de Guerrero dieron a los medios una versión oficial, señalando que el asesinato de Yanqui Kothan habría sido producto de un enfrentamiento de la Policía Estatal con los jóvenes normalistas en un retén del Registro Público Vehicular (REPUVE) que les marcó el alto por ir en un vehículo reportado como robado siete días antes y que los estudiantes guradaban presuntamente dentro de la Normal de Ayotzinapa. Ahí los estudiantes habrían disparado contra la policía por lo que tendrían que haber repelido el fuego. Las autoridades indicaron que en su poder tenían una pistola calibre .22 presuntamente accionada por los normalistas y una presunta arma de alto poder que afirmaron se encontraba en su poder. El general Rolando Solano Rivera, entonces secretario de Seguridad Pública en Guerrero, dijo a la prensa que el ataque no estaba motivado por la pertenencia de las personas involucradas a la normal de Ayotzinapa sino que fue «un hecho netamente delictivo. Es un hecho fortuito y delictivo». La Fiscalía General de Justicia del Estado de Guerrero (FGJEG) habría tomado declaración a los tres elementos involucrados en los hechos, permaneciendo los mismos voluntariamente para esclarecer lo ocurrido.
El lunes 11 de marzo el presidente Andrés Manuel López Obrador dijo en conferencia de prensa que Yanqui Kothan habría sido atacado directamente y confirmó que no existió ningún enfrentamiento. Asimismo confirmó que la investigación del caso fue atraída por la Fiscalía General de la República (FGR). En ese contexto dos elementos de ese organismo que se trasladaban a investigar los hechos desde el estado de Morelos fueron reportados por 48 horas como desaparecidos.
El 12 de marzo con la presunta complicidad de la Policía Estatal del Estado de Guerrero, un tercer policía y presunto autor material de los disparos mortales a Yanqui Kothan se fugó del resguardo administrativo en el que se encontraba. Estudiantes normalistas realizaron en respuesta una fuerte ola de protestas en la que lanzaron bombas molotov a oficinas de gobierno, dejando 4 policías heridos y 11 vehículos fueron incendiados. Ese mismo día Vidulfo Rosales, abogado de los padres de los 43, indicó que todos los dictámenes periciales resultaron negativos a un enfrentamiento armado de parte de los normalistas, y que la pistola calibre .22 podría haber sido sembrada. Igualmente rechazó la versión de que los normalistas poseían alcohol o drogas, como se afirmó, ya que los peritajes habían sido negativos y acusó de que las autoridades guerrerenses habrían hecho un «montaje» para inculpar a las víctimas. Asimismo reclamó no abandonar la línea de investigación sobre la coincidencia de que Yanqui Kothan fue asesinado días después de participar en una protesta en el Palacio Nacional. La madre de la víctima, Vianey Peralta, exigió justicia, pidiendo la destitución de las autoridades involucradas y dijo que el traslado de su hijo no se realizó con presteza, sino hasta una hora después por lo que pudo existir una negligencia médica.
El 13 de marzo la madre de la víctima y compañeros normalistas acudieron al sitio del crimen para dejar una ofrenda floral.
El jueves 14 de marzo la gobernadora de Guerrero Evelyn Salgado Pineda anunció que aceptó la renuncia del secretario general de Gobierno, Ludwig Marcial Reynoso Núñez y la del secretario de Seguridad Pública, Rolando Solano Rivera. Dichos funcionarios se separaron de su cargo para colaborar en las investigaciones del caso. Asimismo notificó que envió al Congreso del Estado de Guerrero la remoción de Sandra Luz Valdovinos Salmerón, titular de la FGJEG. La fiscal Valdovinos anunció mediante un comunicado que antes de su remoción deberían agotarse todos los recursos legales y ejercer su derecho «a la audiencia y debida defensa». Ese día en el Senado de la República senadores del Partido Acción Nacional propusieron la desaparición de poderes en el Estado de Guerrero por la crisis en el gabinete de seguridad que ha dejado el caso. El senador del Movimiento de Regeneración Nacional (Morena) Felix Salgado Macedonio, rechazó la propuesta y dijo que en ese estado los poderes funcionan y los acusó de no conocer Guerrero para fundamentar sus acusaciones.
Ese mismo día transportistas de Acapulco realizaron una ola de protestas y el bloqueo de la autopista Acapulco-Zihuatanejo por el presunto asesinato de un chofer a manos de la Policía Estatal de Guerrero. Por la noche un juez ordenó prisión preventiva sin vinculación a proceso de Sigifredo "N" y Francisco "N", dos de los tres policías implicados.
El viernes 15 de marzo estudiantes normalistas realizaron una protesta fuera del Congreso del Estado de Guerrero para exigir la remoción de la fiscal Sandra Luz Valdovinos Salmerón. Ese día por la mañana el presidente López Obrador reiteró que las investigaciones continúan con la búsqueda de la FGR del presunto responsable del crimen y dijo que respaldaba las decisiones de Evelyn Salgado, gobernadora de Guerrero.
Por su parte Sandra Luz Valdovinos Salmerón tramitó amparos el 16 de marzo ante un juzgado en Guerrero para evitar su remoción como fiscal y su probable detención. En el alegato afirmó que existía una orden de asesinarla o desaparecerla por parte de la gobernadora Evelyn Salgado.
El 21 de marzo el diario Milenio reveló en exclusiva la identidad de David Ramírez García, de 42 años, el policía que presuntamente disparó a Yanqui Kothan Gomez. El servidor público habría servido 21 años a la corporación, y al momento del crimen patrullaba como parte del Grupo de Reacción Inmediata Centauro de la Policía Estatal del Estado de Guerrero. También el diario informó que a pesar de que Ramírez aprobó los exámenes de confianza determinados por las corporaciones policiacas, en el último control que se llevó a cabo se recomendó tomar medidas por su inhabilidad para manejar el estrés y falta de asertividad. A pesar de la afirmación de que autoridades estatales y federales le buscaban para aprehenderlo, Milenio informó que no existía una ficha de búsqueda formal para dar con su ubicación.
Padres y madres de los 43 estudiantes que realizaron una manifestación por la aparición con vida de sus hijos el 26 de marzo de 2024, reclamaron justicia por el asesinato de Yanqui Kothan en un mitin en el Hemiciclo a Juárez.
La madrugada del 10 de abril David Ramírez García, el tercer policía que permanecía prófugo, fue detenido en un rancho en una ubicación no revelada en Guerrero. Según el presidente López Obrador se encontraba en esa ubicación «protegido», y en la locación fueron confiscadas dos armas cortas y una escopeta.